# Leyes españolas de prensa
Las leyes españolas de prensa se promulgaron durante la Restauración borbónica en España y durante la dictadura del general Franco. Durante el periodo de la II República, si bien no existieron leyes de prensa como tales, se estableció la ley de Orden Público y la ley Defensa de la República, textos donde se limitaba la capacidad de los medios para criticar el régimen vigente. En el periodo democrático de los reinados de Juan Carlos I y Felipe VI no existen leyes de prensa porque la libertad de expresión está reconocida y garantizada en el texto constitucional de 1978.

## La Restauración (1875-1931)
A partir de 1875 hubo una serie de disposiciones contra la libertad de prensa, aplicándose la censura previa y suspendiéndose algunos periódicos según agradasen o no al gobierno. En enero de 1875 se prohibió la prensa republicana y en mayo se levantó la prohibición, si bien, se dictaron nuevas normas en 1876 para castigar los abusos cometidos durante este periodo de permisividad.
Aunque con la Constitución española de 1876 se recortan algunos derechos, en el ámbito formal no hay ninguna restricción sobre las libertades de información e imprenta. El espíritu de la monarquía era el de reconocer el derecho de emitir libremente las ideas y opiniones, bien por escrito, bien a través de la imprenta u otro medio semejante, sin sujeción a la censura previa. Este derecho fue desarrollado por la Ley de 1883.

### Ley de Imprenta de 7 de enero de 1879

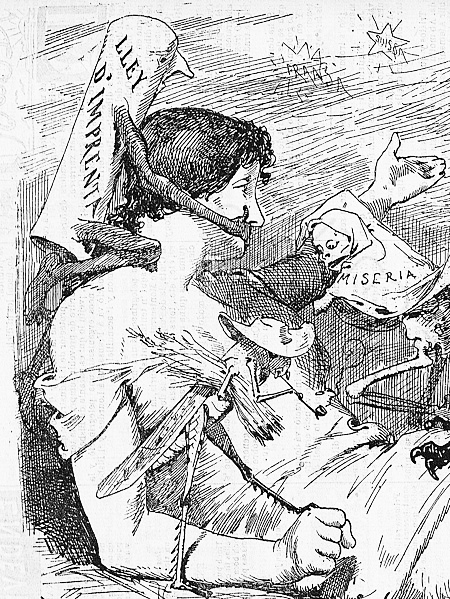
Detalle de un caricatura del donde se aprecia a la ley de imprenta amordazar a una personificación de España, ataca simultáneamente por otros 'males' (La Campana de Gracia, 1879).

Esta ley establecía la obligación de obtener una licencia del Ministerio de Gobernación previo informe favorable del jefe político provincial para publicar un nuevo periódico. También definía lo que eran publicaciones clandestinas, los delitos cometidos por medio de la imprenta (contra la seguridad del Estado, contra las Cortes, etc.) y una larga lista de delitos especiales de imprenta, lo que asemeja a esta ley a las dictadas en las épocas más moderadas de Isabel II.

### Ley de Imprenta de 1883
Con la llegada del liberal Sagasta al poder en 1881, se deroga la Ley de Imprenta de enero de 1879 y se redacta la que sería, probablemente, la ley de imprenta más liberal de todas las dictadas en España, también conocida como la ley Gullón, por el nombre del ministro de la Gobernación, Pío Gullón Iglesias, que la promovió. Estuvo vigente hasta 1938, año en que se aprobó la franquista Ley Serrano Suñer, aunque algunos aspectos de la misma perduraron hasta la también franquista Ley de Prensa e Imprenta de abril de 1966. Durante la Dictadura de Primo de Rivera (1923-1930) estuvo suspendida y fue modificada por la Ley de Jurisdicciones de 1906.
Se simplificaron los requisitos de autorización de nuevas publicaciones (declaración previa y depósito de tres ejemplares), limitándose a exigir responsabilidades en caso de abusos del ejercicio del derecho según el Código Penal. De este modo, la suspensión de un periódico solo podía ser decretada judicialmente.
Como consecuencia, se multiplican las cabeceras y el periodismo español se situó en una fase industrial que posibilitó el paso de la prensa política o de partido a la prensa «independiente».

## La dictadura franquista (1939-1975)

### Ley de prensa de 22 de abril de 1938
Esta ley, obra de Ramón Serrano Suñer, es promulgada en plena Guerra Civil con el objetivo de suprimir la prensa republicana, convirtiendo al conjunto de la prensa en una institución al servicio del Estado, transmisor de valores oficiales e instrumento de adoctrinamiento político y al periodista en: 

[…] apóstol del pensamiento y de la fe de la nación recobrada a sus destinos […] digno trabajador al servicio de España, […]

de modo similar a como se había hecho en otros países, tanto fascistas como comunistas.
Aunque con carácter transitorio, la ley instauró unos mecanismos de control efectivo muy rígidos que estuvieron vigentes hasta la reforma de 1966:
- La censura previa, que en la forma de consignas fue un sistema habitual para la emisión de instrucciones dirigidas a todos los diarios del país. Esta censura es aplicada por el Servicio Nacional de Prensa de manera genérica y en cada una de las provincias por el jefe provincial del Servicio de Prensa. La práctica de la censura delegada también fue común.
- El director de los diarios era nombrado —y podía ser cesado— por el Ministerio del Interior a propuesta de la empresa.
- Se sancionaban las «faltas de desobediencia (sic), resistencia pasiva y, en general, las de desvío de las normas dictadas».
- Ordenaba la inserción obligatoria de cuantas informaciones, comentarios, crónicas y fotografías se estimaran pertinentes.
- El Registro Oficial de Periodistas.

### Ley 14/1966, de 18 de marzo, de prensa e imprenta
- Texto legal

En 1962, Manuel Fraga Iribarne sustituye a Gabriel Arias-Salgado como ministro de Información y Turismo iniciando un tímido proceso de liberalización y de reducción de las consignas que culminaría con la Ley de prensa e imprenta del 66, complementada por el Estatuto de la Publicidad de 11 de junio de 1964, el Estatuto de Publicaciones Infantiles y Juveniles de 19 de enero de 1967 y el Estatuto de la Profesión Periodística, entre otros textos normativos.
El artículo segundo establecía como causas para limitar la libertad de expresión:
La libertad de expresión y el derecho a la difusión de información, reconocidas en el artículo primero, no tendrán más limitaciones que las impuestas por las leyes. Son limitaciones: el respeto a la verdad y a la moral; el acatamiento a la Ley de Principios del Movimiento Nacional y demás Leyes Fundamentales; las exigencias de la defensa Nacional, de la seguridad del Estado y del mantenimiento del orden público interior y la paz exterior; el debido respeto a las instituciones y a las personas en la crítica de la acción política y administrativa; la independencia de los Tribunales y la salvaguardia de la intimidad y del honor personal y familiar.
Los principales cambios de esta ley con respecto a la anterior se pueden resumir en:
- La empresa periodística pasa del dominio del interés nacional al dominio de la iniciativa privada.
- Se anulan las consignas y la censura previa como procedimiento normal, reservadas a partir de ahora solamente a casos de emergencia nacional o guerra.
- Impone el depósito previo de publicaciones.
- Establece el concepto de información de interés general por la cual el gobierno podía obligar a cualquier publicación a insertar gratuitamente notas provenientes de la Dirección General de Prensa.
- Contempla el secuestro administrativo de publicaciones.
- Prevé sanciones para quien escriba o publique lo que se considere contrario a los Principios Fundamentales del Movimiento y el ordenamiento jurídico general del franquismo.
- Permite a los/las periodistas recurrir las posibles sanciones administrativas a través del contencioso-administrativo.

Lo que pretendía esta ley era crear un marco jurídico intermedio entre la restrictiva ley de Ramón Serrano Suñer y las libertades de los países democráticos de la región. Aunque no fue una panacea, sí permitió una mayor libertad de movimiento de ideas de la que algunos medios se valieron para mostrar una actitud abiertamente más crítica con el régimen.

## Reinado de Juan Carlos I (1975-2014)

### Real Decreto-Ley 24/1977 de 1 de abril
- Texto original

Una vez fallecido el dictador Francisco Franco, la ley de 1966 continuó vigente y aplicable en su integridad, lo cual generó no pocos conflictos para los diversos rotativos que pretendían recoger la nueva información generada por la mayor presencia pública de fuerzas políticas, al estar sometidos aún a una legislación autoritaria.
En este contexto surgió, al abrigo de la Ley para la Reforma Política, este Real Decreto que suprimía parcialmente el secuestro administrativo de publicaciones (se mantenía en casos de informaciones contrarias la unidad de España, la Monarquía o las Fuerzas Armadas) y derogaba el polémico artículo 2 por el cual se sometía la libertad de expresión a los Principios del Movimiento Nacional. Otro decreto, el Real Decreto-Ley 23/1977, de 1 de abril, sobre Reestructuración de los órganos dependientes del Consejo Nacional y nuevo régimen jurídico de las asociaciones, funcionarios y patrimonio del Movimiento se encargaba de desmantelar formalmente la estructura de medios de comunicación al servicio del Movimiento y adscribirlos a un organismo autónomo dependiente del Ministerio de Información y Turismo.

### Ley Orgánica 2/1997, de 19 de junio, reguladora de la cláusula de conciencia de los profesionales de la información
- Texto original

### Proyecto de Ley del Estatuto del Periodista Profesional
- Texto legal

El desarrollo de un nuevo Estatuto del Periodista Profesional en España que defina la figura del/de la profesional del periodismo abandonando la mera regulación al acceso aprobada por el Decreto 744/1967 conforme lo previsto por la Ley de Prensa de 1966, comenzó en 1994 y aún continúa debatiéndose. Uno de los principales problemas consiste en que los propios profesionales no se ponen de acuerdo sobre qué o quién es periodista, así, la única ley aprobada al respecto durante la Democracia, la Ley de Cláusula de Conciencia, elude precisar a quien o quienes corresponde ese derecho de conciencia, cuando toda ley debe delimitar exactamente su ámbito de aplicación.
La II Convención de Periodistas celebrada en Valladolid en 2000 exigió la protección legal y jurídica para desempeñar la función constitucional de informar a los ciudadanos para acabar con la devaluación profesional, el abuso empresarial, la explotación de estudiantes de periodismo en «prácticas» y, en definitiva, a la precarización del sector.